# پاول هاوسر
پاول هاوسر (به آلمانی: Paul Hausser) نظامی بلندپایه آلمانی در دوره رایش سوم و از فرماندهان ارشد وافن-اس‌اس بود. او در ابتدا در نیروی زمینی خدمت کرد و سال ۱۹۳۲ بازنسته شد اما مجدداً به صحنه بازگشت و سال ۱۹۳۴ به اس‌اس پیوست. هاوسر نقش ویژه در تشکیل وافن-اس‌اس، به عنوان یک نیروی رزمی قابل برای اس‌اس داشت و برنامه آموزشی آن را تنظیم کرد. سپس به عنوان بازرس کل دانشکده‌های اس‌اس برگزیده شد. هاوسر در طول جنگ جهانی دوم در جبهات مختلف به رزم پرداخت و تا سطح فرماندهی گروه ارتش ارتقا یافت. پس از جنگ در دادگاه نورنبرگ تبرئه شد و از فعالان جامعه کهنه‌سربازان وافن-اس‌اس برای اعاده حیثیت از آن بود.

## سال‌های اولیه
پاول هاوسر روز در ۷ اکتبر ۱۸۸۰ در برندنبورگ زاده شد. پدرش یک نظامی بود. سال ۱۸۹۲ وارد مدرسه نظامی برلین-لیشترفلده شد. سال ۱۸۹۹ فارغ‌التحصیل گردیدو با درجه ستوان دوم در هنگ ۱۵۵ پیاده‌نظام در پوزن به نیروی زمینی امپراتوری آلمان پیوست. پس از هشت سال خدمت در هنگ خود، بین سال‌های ۱۹۰۷ تا ۱۹۱۲ در دانشکده جنگ تحصیل کرد. در این مدت گاهی به هنگ بازمی‌گشت و آموزش‌هایی در زمینه دفاع ساحلی و دیدبانی هوایی گذارند. سال ۱۹۱۲ به ستاد کل منتقل شد و سال ۱۹۱۴ به درجه سروان ترفبع گرفت. همان سال در جریان بسیج آلمان برای جنگ، هاوسر در ستاد ارتش ششم به فرمادهی روپرشت، ولیعهد بایرن، قرار گرفت.

## جنگ جهانی اول
هاوسر در جریان جنگ جهانی اول در ستاد سپاه ۶، به عنوان افسر عملیات‌های لشکر صدونهم پیاده‌نظام، افسر عملیات‌های سپاه ۱ ذخیره و فرمانده یک گروهان در هنگ ۳۸ فوسیلیِر خدمت کرد و در فرانسه، مجارستان و رومانی به رزم پرداخت. در طول جنگ هر دو درجه نشان عالی صلیب آهنین را دریافت نمود. هنگام پایان جنگ افسر عملیات‌های فرماندهی ۵۹ ذخیره در گلوگاو بود.

## رایشسور
پس از جنگ مدتی در فرای‌کور در مرزهای شرقی خدمت کرد و سپس سال ۱۹۲۰ به رایشس‌هیر پیوست. در دوران رایشسور در ستاد تیپ ۵ پیاده‌نظام (۱۹۲۲–۱۹۲۰)، منطقه نظامی شماره ۲ در اشتتین (۱۹۲۳–۱۹۲۲)، لشکر دوم پیاده‌نظام در همان اشتتین (۱۹۲۶–۱۹۲۵) و هنگ ۱۰ پیاده‌نظام زاکسن در درسدن (۱۹۱۷) بود. همچنین به عنوان فرمانده گردان ۳ هنگ ۴ پیاده‌نظام پروس در دویچ کرونه (۱۹۲۵–۱۹۲۳)، هنگ ۱۰ پیاده‌نظام (۱۹۳۰–۱۹۲۷) و فرماندهی ۴ پیاده‌نظام (۱۹۳۲–۱۹۳۰) در درسدن عمل کرد. در واپسین جایگاه یکی از دو نایب فرمانده لشکر چهارم پیاده‌نظام بود. هاوسر روز ۳۱ ژانویه سال ۱۹۳۲ با درجه سرتیپ در سن ۵۱ سالگی بازنشسته شد و درجه افتخاری سرلشکر دریافت کرد.

## وافن-اس‌اس
هاوسر با عقاید ملی‌گرایانه به سمت حزب ناسیونال سوسیالیست جذب و تا سال ۱۹۳۴ با درجه اشتاندارتن‌فورر (معادل سرهنگ) در اس‌آ فرمانده یک تیپ در ناحیه برلین-براندنبورگ شد. هاوسر با بهره‌مندی از تجربه سازمانی بنابر پیشنهاد هاینریش هیملر، روز ۱۵ نوامبر سال ۱۹۳۴ برای آموزش نیروهای رزمی به اس‌اس پیوست و در جایگاه فرماندهی دفتر آموزش افسران اس‌اس در براونشوایک قرار گرفت. هاوسر برنامه درسی برای این دانشکده تدوین کرد که به تمامی دانشکده‌های اس‌اس نیز تسری یافت. این برنامه بر آمادگی جسمانی، رقابت ورزشی، کار گروهی و رابطه نزدیک بین درجه‌ها تأکید داشت. با رضایت هیلمر از عملکرد او، هاوسر به عنوان بازرس دانشکده‌های اس‌اس و دانشکده پزشکی اس‌اس در گراتس برگزیده شد. او روز ۲۰ آوریل سال ۱۹۳۶ به درجه اوبرفورر (سرهنگ ارشد) و ماه مه همان سال به درجه بریگاده‌فورر (معادل سرتیپ) ترفیع گرفت. مدت کوتاهی بعد بازرس کل نیروهای رزمی اس‌اس شد و مسئولیت آموزش تمامی یگان‌های مسلح اس‌اس، جز یگان‌های حفاظتی مربوط به تئودور آیکه، را عهده‌دار گشت. هاوسر در طول سه سال آینده بر سازمان‌دهی، توسعه و آموزش هنگ‌های دویچلانت، گرمانیا و داس فورر و یگان‌های کوچک‌تر پشتیبانی رزم، خدمات و تدارکات در اس‌اس نظارت کرد. با آشنایی او به مفهوم بلیتس‌کریگ (جنگ برق‌آسا) بیشتر این یگان‌ها موتوریزه بودند.

### جنگ جهانی دوم

#### کارزار لهستان و فرانسه
هاوسر پاییز سال ۱۹۳۹ در حال تشکیل نخستین لشکر رزمی اس‌اس بود که جنگ جهانی دوم آغاز شد. آموزش یگان‌های او هنوز تکمیل نشده بود؛ بدین جهت هیچ لشکری از اس‌اس در نبرد لهستان حضور نیافت. با این حال، بیشتر یگان‌های رزمی آماده اس‌اس به همراه خود هاوسر در قابل لشکر زرهی کمپف نیروی زمینی آلمان وارد این کارزار شدند. پس از پایان کار در لهستان، نخستین لشکر وافن-اس‌اس روز ۱۰ اکتبر سال ۱۹۳۹ در ناحیه رزمایش نیروی زمینی در پیلزن تشکیل شد. هاوسر با ترفیع به درجه گروپن‌فورر (معادل سرلشکر) این لشکر را فرماندهی می‌کرد. او نیروهای لشکر پیاده‌نظام موتوریزه خود را زمستان سال ۱۹۳۹/۱۹۴۰ آموزش داد و با موفقیت خوبی در کارزار غرب در سال ۱۹۴۰ در هلند، بلژیک و فرانسه هدایت نمود. در جریان این کارزار لشکر رزمی اس‌اس تا مرز اسپانیا پیش رفت. به جهت عملکرد مناسب این لشکر، به دستور آدولف هیتلر، زمستان سال ۱۹۴۰/۱۹۴۱ لشکرهای دیگری هم برای وافن-اس‌اس تشکیل شد. لشکر هاوسر که در هلند مستقر بود، هسته نیروهای این لشکرها را تأمین کرد و در این فرایند یک هنگ پیاده‌نظام موتوریزه و چندین یگان کوچک‌تر خود را در اختیار سایر لشکرها نهاد. لشکر هاوسر ماه دسامبر سال ۱۹۴۰ به وزول در جنوب فرانسه منتقل و عنوان لشکر دویچلانت اس‌اس بر آن گذاشته شد. با توجه به مشابهت این نام به هنگ گروس‌دویچلانت نیروی زمینی، عنوان لشکر اس‌اس اوایل سال ۱۹۴۱ به داس رایش تغییر کرد.
هاوسر نسبت به از دست دادن نیمی از نیروهای کارآزموده خود معترض نبود و در عوض شروع به آموزش نیروهای جایگزین برای عملیات تهاجم به بریتانیا کرد. با این وجود لشکر او ماه مارس سال ۱۹۴۱ به رومانی منتقل شد تا در تهاجم به یوگسلاوی در ماه آوریل مشارکت کند. لشکر پس از این کارزار به آلمان بازگشت تا برای مشارکت در عملیات بارباروسا، تهاجم به شوروی، بازسازی شود. در میانه این فرایند، بدین منظور در لهستان مستقر شد.

#### جبهه شرقی

##### عملیات بارباروسا
تهاجم به شوروی از روز ۲۲ ژوئن سال ۱۹۴۱ آغاز شد. نیروهای هاوسر در نزدیکی برست-لیتوفسک از خط مرزی گذشتند و در نبردهای محاصره‌ای گروه ارتش مرکز مشارکت داشتند. لشکر داس رایش در جریان این نبردها درگیری‌های شدیدی را تجربه کرد. این لشکر ماه ژوئیه بیش ۱۰۰ تانک دشمن را از بین برد و ضربه سختی به لشکر نخبه صدم تفنگ‌دار ارتش سرخ وارد آورد. هاوسر روز ۸ اوت سال ۱۹۴۱ مفتخر به دریافت نشان عالی صلیب شوالیه صلیب آهنین شد. نیروهای او در ادامه در نبرد برآمدگی یلنیا حاضر بودند و در پیشروی به سمت مسکو مشارکت کردند. آن‌ها در بورودینو خسارت سنگینی خوردند. این لشکر تا ماه نوامبر متحمل چهل درصد تلفات شد. هاوسر خود روز ۱۴ اکتبر زخم عمیقی در ناحیه صورت برداشت و چشم راستش را از دست داد. او را به آلمان بازگرداندند. بهبودی چند ماه به طول انجامید. هاوسر در نهایت ماه مه سال ۱۹۴۲ با درجه اوبرگروپن‌فورر (معادل سپهبد) به خط مقدم بازگشت و فرمانده سپاه موتوریزه اس‌اس شد. این سپاه روز ۱ ژوئن به یک سپاه زرهی بدل گشت. بدین شکل هاوسر نخستین فرد از اس‌اس شد که به فرماندهی یک سپاه می‌رسید.

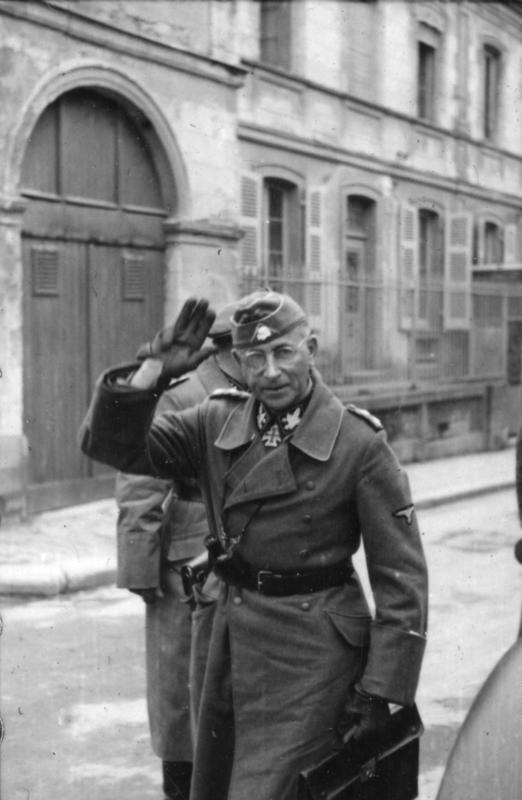
فرانسه، ژوئن ۱۹۴۲

سپاه هاوسر مابقی سال ۱۹۴۲ را در شمال فرانسه مستقر بود و لشکرهای زرهی لایب‌اشتاندارته، داس رایش و توتن‌کوپف اس‌اس را هدایت می‌کرد. هر یک از این لشکرهای به‌خوبی تجهیز شده یک گروهان از تانک‌های سنگین جدید تیگر داشتند.

##### نبرد سوم خارکوف
درحالی‌که هاوسر سپاه خود را برای کارزار بعدی آماده می‌کرد، نیروهای آلمانی در استالینگراد به محاصره افتادند و خط مقدم ورماخت در ناخیه دن فروپاشید. سپاه زرهی اس‌اس ماه ژانویه سال ۱۹۴۳ با شتاب به ناحیه خارکوف در جبهه شرقی منتقل شد و از طرف فرماندهی عالی دستور به حفظ این شهر «تا آخرین نفر» گرفت. سپاه اس‌اس تا ظهر روز ۱۵ فوریه در این موقعیت تقریباً به محاصره ارتش‌های سوم تانک و شصت‌ونهم شوروی افتاد. هاوسر در تماس تلفنی با سپهبد هوبرت لانتس، مافوق بلافصل خود، درخواست مجوز اقدام برای بیرون کشیدن نیروهایش کرد. او با تأکید بر جدی بودن شرایط، انتخاب را بین از دست دادن شهر یا از دست دادن آن با تمامی نیروهای درون آن دانست. با این حال، لانتس با وجود هم‌دلی با هاوسر، مطابق فرمان هیتلر، دستور به حفظ شهر داد. برخلاف آنچه از او خواسته شده بود، هاوسر به‌جای فدا کردن نیروهای نخبه خود، فرمان به شکستن حلقه محاصره به سمت جنوب غربی داد. سپهبد لانتس مجدداً دستور به باقی ماندن و دفاع سپاه اس‌اس از خارکوف تحت هر شرایطی صادر کرد. هاوسر این فرمان را نیز نادیده گرفت. در یک حمله قدرتمند و هماهنگ زرهی دشمن به صورت تاکتیکی غافل‌گیر و پس از دو روز رزم سخت، خط آن در نقطه مورد نظر شکافته شد. آخرین یگان‌های آلمانی صبح روز ۱۶ فوریه خارکوف را ترک کردند. سپاه زرهی اس‌اس پس از طی بیش از ۱۸۰ کیلومتر قادر به اتصال سایر یگان‌های ارتش چهارم زرهی ورماخت شدند. اقدام هاوسر در گریز از این مهلکه پنج لشکر از جمله دو لشکر ورماخت را نیز نجات داد. از آن جایی که هاوسر چهره مطرحی در اس‌اس بود و فرد وفاداری به حساب می‌آمد، خشم فرماندهی عالی از سرپیچی از فرمان آن به جای او، گریبان خود سپهبد لانتس را که اتفاقاً تا به انتها بر اجرای فرمان تأکید داشت، گرفت. لانتس از مقام خود خلع شد اما بر خلاف موارد مشابه دیگر که عواقب سنگینی برای فرد خاطی به همراه می‌آورد، مدت کوتاهی بعد به فرماندهی یگان دیگری منصوب گشت. به هر صورت تخطی هاوسر نیز کاملاً از یاد نرفت و به توصیه به اعطای برگ‌های بلوط به نشان صلیب شوالیه او در این زمان ترتیب اثر داده نشد. درحالی از اعطای این نشان افختار به او چندین ماه اجتناب شد که دو تن از فرماندهان لشکرهایی که او از خارکوف بیرون کشیده بود، بلافاصله آن را دریافت کردند. این کار هاوسر برای نخستین بار موجب پدیداری گونه‌ای از شکاف دو طرفه بین هیتلر و فرماندهان ارشد وافن-اس‌اس گشت که پیش از این نزد پیشوا کاملاً فرمان‌بردار تلقی می‌شدند.
هاوسر فرماندهی انبر چپ طرح ضدحمله زرهی گسترده فیلدمارشال اریش فون مانشتاین برای یک عملیات گازانبری جهت محاصره و انهدام رخنه دشمن در جنوب خارکوف و بازپس‌گیری شهر را بر عهده داشت. در این هنگام با فرا رسیدن لشکر توتن‌کوپف اس‌اس سپاه او تقویت شد. نبرد سوم خارکوف روز ۲۱ فوریه سال ۱۹۴۳ آغاز شد. پس درگیری‌های سنگین، تا روز ۹ مارس ارتش ششم و گروه زرهی پوپوف شوروی منهدم شدند. همان روز سرنیزه زرهی هاوسر دوباره وارد خارکوف شد. به هر صورت به‌جای محاصره شهر، هاوسر سعی کرد با یک حمله رو در رو از سمت غرب و شمال بر آن مسلط شود. او این بار نیز فرمان صریح مافوق خود فیلدمارشال فون مانشتاین را در اجتناب از نبردهای موضعی با خیابانی نادیده گرفت. درحالی‌که تنها ۱۰۵ تانک عملیاتی برای او باقی مانده بود، با مقاومت شدید نیروهای دشمن مبارزه خیابانی پر خسارت بر سر خارکوف شش روز به طول انجامید. در این مدت سپاه زرهی اس‌اس متحمل ۱۱٬۰۰۰ نفر تلفات شد و ۲۰٬۰۰۰ نفر تلفات به ارتش سرخ وارد کرد. به نظر می‌رسد این کار هاوسر به منظور بازیابی وجهه خود نزد هیتلر در جبران نافرمانی پیشین از او، صورت گرفت که البته نتیجه مطلوب در این رابطه را هم دربرداشت. به هر صورت بر اساس اجماع نظر تاریخ‌دانان، اگر هاوسر آن نافرمانی پیشین را با مسئولیت خویش نمی‌کرد و آن چند لشکر از بهترین‌های آلمان از انهدام نجات داده نمی‌شدند فون مانشتاین قادر به اجرای عملیات خود و بازپس‌گیری شهر نمی‌شد. هاوسر در ادامه با تسخیر بلافاصله بلگورود در روز ۱۸ مارس موفقیت خود را پیش برد و راه آلمانی‌ها به سمت کورسک را باز کرد.

##### نبرد کورسک
یگان هاوسر در جریان نبرد کورسک در ماه ژوئیه سال ۱۹۴۳ به سپاه ۲ زرهی اس‌اس تغییر نام داد. این یگان به عنوان بخشی از ارتش چهارم زرهی ورماخت، ۳۰۰ تانک، ۱۲۰ توپ تهاجمی و یک گردان از راکت‌اندازهای نیبل‌ورفر برای این نبرد در اختیار داشت و با اختلاف قابل توجهی قدرتمندترین سپاه آلمانی حاضر در آن بود. سپاه هاوسر رخنه عمیق‌تری در خطوط دشمن نسبت به سایر یگان‌های آلمانی حاصل کرد و با ۴۰ کیلومتر پیشروی در عرض ۱۰ روز به هدف مقرر شده برای در آن تسخیر تپه‌های نزدیک استرِلِتْسکویه و کوچِتوفکا دست یافت؛ به‌وجهی که تمامی دفاع شوروی بر آن متمرکز شد. بدون پشتیبانی هوایی نزدیک و عدم حضور پیاده‌نظام، جدال نیروهای هاوسر و دشمن به نبرد بین تانک‌ها بدل گشت. این نیرو مکرراً تلاش دشمن برای پیشروی را دفع کرد و بیش از ۱٬۱۰۰ تانک و خودروی زرهی آن را از بین برد؛ گفته می‌شود به جهت اطمینان از صحت چنین گزارش‌هایی، هاوسر خود شخصاً به رزم‌گاه رفت و تانک‌های منهدم‌شده را با تکه گچی علامت‌گذاری و شمارش کرد. به هر صورت برتری عددی دشمن به مرور موجب توقف حرکت و در نهایت لغو عملیات تهاجمی آلمانی‌ها شد. نبرد کورسک به سپاه او نیز فرسایش زیادی تحمیل کرد به‌شکلی که در عرض پنج روز حدود ۲۰۰ زره‌پوش، حدود نیمی مقدار اولیه، را از دست داد. ارتشبد هرمان هوت، فرمانده ارتش چهارم، هاوسر را فرمانده‌ای «خستیگی‌ناپذیر» و «متمایز» توصیف و توصیه به اعطای برگ‌های بلوط صلیب شوالیه به او کرد. بدین ترتیب هاوسر روز ۲۸ ژوئیه سال ۱۹۴۳ به عنوان دویست‌وشصت‌ویکمین سرباز آلمانی برگ‌های بلوط را دریافت کرد.

#### ایتالیا و جبهه غربی
در پی سرنگونی حاکمیت بنیتو موسولینی بر ایتالیا در روز ۲۵ ژوئیه سال ۱۹۴۳، فرماندهی عالی سپاه ۲ زرهی اس‌اس را راهی شمال این کشور نمود. با این وجود تنها قرارگاه این سپاه و لشکر یکم پانتسرگرنادیِر اس‌اس جبهه شرقی را بدین جهت ترک کردند. هاوسر تا ماه دسامبر در این موقعیت بود اما در هیچ درگیری شرکت نداشت. سپس به فرانسه منتقل شد و دو لشکر تازه‌سازمان‌یافته نهم زرهی اس‌اس هوهنشتاوفن و دهم زرهی اس‌اس فروندسبرگ تحت امر او قرار گرفت. سپاه هاوسر می‌بایست در جایگاه ذخیره می‌ماند تا با پیاده‌سازی نیرو توسط متفقین مقابله کند. با این وجود در پی محاصره شدن ارتش یکم زرهی ورماخت در گالیسیا، ماه فوریه سال ۱۹۴۴ دوباره به جبهه شرقی بازگردانده شد تا در نجات آن مشارکت نماید.
نجات ارتش یکم زرهی ورماخت، در همکاری با سایر نیروی سپهبد هانس-والنتین هوبه، فرمانده این ارتش، با موفق صورت گرفت. در ادامه سپاه زرهی هاوسر به عنوان نیروی ذخیره جبهه شرقی در لهستان مستقر شد. در نهایت روز ۱۱ ژوئن سال ۱۹۴۴، پنج روز پس از پیاده‌سازی متفقین در نرماندی، سپاه ۲ زرهی اس‌اس مجدد به فرانسه بازگشت و مسئولیت حفظ بخشی از خط مقدم در غرب کان به آن سپرده شد. در جریان نبرد نرماندی، با وجود برتری عددی قابل توجه دشمن مخصوصاً از منظر هوایی، هاوسر توانست، با وارد آمدن تلفات سنگین به هر دو طرف، موضع خود را حفظ کند. او روز ۲۹ ژوئن خود از ناحیه اورسی حمله‌ای برای شکستن خط مقدم ارتش دوم بریتانیا صورت داد که البته زیر آتش توپ‌های کشتی‌های جنگی و آتشبارهای زمینی دشمن به جایی نرسید.

##### نبرد نرماندی
پس از مرگ ارتشبد فریدریش دلمان، هاوسر اوایل ماه ژوئیه سال ۱۹۴۴ از طرف هیتلر به فرماندهی ارتش هفتم ورماخت منصوب شد تا به نخستین افسر اس‌اس بدل شود که یک ارتش میدانی ورماخت را هدایت می‌کند. در این جایگاه به درجه اوبرست‌گروپن‌فورر (معادل ارتشبد) نائل آمد. هاوسر خود را فرمانده‌ای بی‌باک و شایسته نشان داد که قادر به درک همکاران خود در ورماخت است. او به مقدار زیادی مورد احترام افرادش بود. ارتشبد هاینتس گودریان، رئیس ستاد کل نیروی زمینی، او را «افسری درجه یک، سربازی شجاع و باهوش و انسانی با شخصیتی برجسته و شریف» توصیف کرده‌است.
ارتش تحت امر هاوسر با شمول دو سپاه ۲ چتربار و ۸۴، بسیار ضعیف‌تر از ارتش همسایه پنجم زرهی ورماخت بود. برای مثال، این ارتش مجموعاً تنها ۷۶ تانک متوسط از جمله ۲۶ تانک پنتر داشت؛ درحالی‌که حدود ۴۰۰ تانک از جمله ۱۵۰ تانک سنگین در اختیار ارتش پنجم زرهی بود. یگان هاوسر، با وجود بهره‌مندی از مواضع جغرافیایی مناسب برای دفاع، با تحمل تلفات به مرور عقب رانده شد. تا روز ۱۱ ژوئیه برای اغلب لشکرهای آن توانی در حد یک هنگ باقی ماند. برخلاف توصیه فیلدمارشال گونتر فون کلوگه، فرمانده گروه ارتش آ، در انتقال دو لشکر زرهی خود به جایگاه ذخیره و جایگزینی آن‌ها با پیاده‌نظام در خط مقدم، هاوسر تانک‌های خود را در مواضع پیشین نگاه داشت. روز ۲۵ ژوئیه در جریان اجرای عملیات کبرا توسط متفقین، زیر بمباران‌های بسیار شدید هوایی، خط مقدم دفاعی آلمانی‌ها در قسمت هاوسر شکسته شد. هاوسر بسیاری از تجهیزات خود از جمله بیشتر تانک‌هایش را از دست داد. او بدون نیروی ذخیره زرهی قادر به ضدحمله و بستن شکاف‌های ایجاد شده در خط مقدم نبود. بدین ترتیب، هاوسر درخواست مجوز عقب‌نشینی کلی کرد. فون کلوگه که آگاهی مناسبی از شرایط نداشت، تنها اجازه یک عقب‌نشینی محدود را داد. نتیجتاً، سپاه ۸۴ در ساحل غربی شبه‌جزیره کوتانتن به محاصره دشمن درآمد و با دادن تلفات سنگین، به فرمان هاوسر، از آن خارج شد. در جریان آشفتگی به پا شده بین آلمانی‌ها، نیروهای آمریکایی به چند صد متری قرارگاه ارتش هفتم ورماخت رسیدند. خود هاوسر به سختی از این شرایط جان به در برد. این بار هم، فون کلوگه که توان یا جرات خلع خود هاوسر را نداشت، رئیس ستاد او و فرمانده سپاه ۸۴ را عزل کرد.

##### محاصره فالز
هاوسر و فون کلوگه مخالف طرح فرماندهی عالی برای اجرای ضدحمله به سمت ساحل غربی کوتانتن برای قیچی کردن ارتش سوم ایالات متحده در حین پیشروی آن به جنوب، بودند. در عوض آن‌ها مایل بودند به پشت رود سن عقب‌نشینی کنند. به هر صورت این نظرات به جایی نرسید. به تصمیم هیتلر، این طرح نه با هدایت هاوسر، بلکه توسط یک گروه زرهی به فرماندهی ارتشبد هاینریش ایبرباخ، فرمانده پیشین ارتش پنجم زرهی ورماخت صورت می‌گرفت. به هر حال نیروهای هاوسر در این ضدحمله ناموفق آلمان در ناحیه مورته علیه آمریکایی‌ها مشارکت کردند. هاوسر در مواجهه با نیروی قدرتمندتر دشمن، روز ۱۰ اوت، در میانه تهاجم خواهان متوقف شدن آن گردید اما فون کلوگه با آن موافقت نکرد. به هر صورت در مواجهه با ضدحمله قدرتمند آمریکایی-کانادایی، در نهایت روز ۱۳ اوت دستور به عقب‌نشینی تا رود سن داده شد. این دستور بسیار دیر صادر شد تا نیروهای او در ناحیه فالز به محاصره دشمن بیفتند. خود هاوسر نیز درون حلقه محاصره بود. هاوسر شب ۱۹ اوت دستور به اقدام همگانی جهت شکستن محاصره و خروج از آن داد. در حین صورت گرفتن این تلاش اصابت ترکش به صورتش موجب جراحت شدید او شد. با این حال توانست پشت یکی از تانک‌های لشکر یکم زرهی اس‌اس از مهلکه بگریزد. هاوسر را به بیمارستان لوفت‌وافه در گرایفسوالت بردند. شش روز پس از مجروحیت، شمشیرها به نشان صلیب شوالیه او افزوده شد.

##### دفاع از رایش
بازگشت هاوسر به خدمت فعال تا روز ۲۳ ژانویه سال ۱۹۴۵ به طول انجامید. در این هنگام به عنوان فرمانده موقت گروه ارتش اوبرراین جایگزین هیملر شد. شش روز بعد این یگان منحل و فرماندهی گروه ارتش گه، با شمول ارتش‌های یکم و نوزدهم و بعداً هفتم ورماخت، به هاوسر محول گردید. او مأمور به دفاع از جنوب آلمان بود. به هر صورت جنگ پیش از این برای آلمان مغلوبه شده بود و کار زیادی جز مبارزه تاخیرآفرین حین عقب‌نشینی در نواحی زار و پفالتس از دست هاوسر برنمی‌آمد. فرمان‌های مکرر هیتلر مبنی بر مقاومت در محل و اجتناب از عقب‌نشینی موجب بروز تنش بین این دو می‌شد. در نهایت در پی درخواست هاوسر برای مجوز عقب‌نشینی بیشتر در جنوب آلمان برای بستن شکاف ایجاد شده بین دو ارتش یکم و هفتم، هیتلر برآشفته شد و او را روز ۲ آوریل از مقام خود خلع کرد. هاوسر در این جایگاه با سپهبد فریدریش شولتس جایگزین گشت. هاوسر بدون این که منصب دیگری داشته باشد ماه مه تسلیم نیروهای آمریکایی شد.

## پس از جنگ

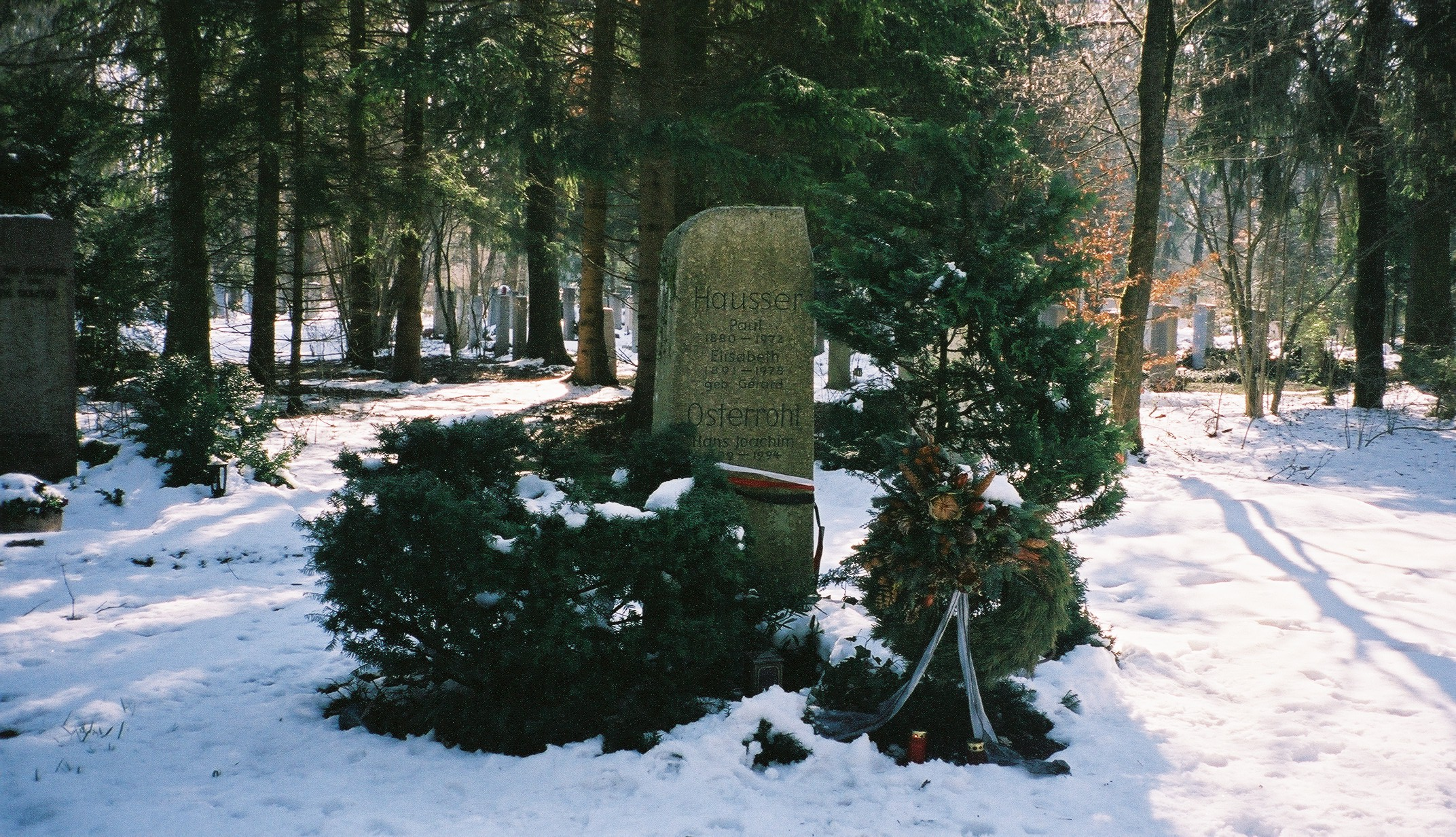
آرامگاه پاول هاوسر

هاوسر پس از جنگ در دادگاه نورنبرگ شاهد دفاع در محاکمه وافن-اس‌اس بود. او نیروهای خود را سربازانی همانند دیگران دانست و حتی مدعی شد وافن-اس‌اس در حالت ایده‌آلی «پیش‌نمونه واقعی ناتو» بوده‌است. به هر صورت تمامی اس‌اس با شمول وافن-اس‌اس به عنوان یک سازمان جنایت‌کار شناخته شد. البته خود هاوسر تبرئه شد. دوران اسارت نسبتاً کوتاهی داشت و سال ۱۹۴۸ از بند آزاد شد.
هاوسر تلاش کرد از اس‌اس اعاده حیثیت کند. او یکی از اعضای فعال جامعه یاری متقابل برای اعضای سابق وافن-اس‌اس (هی‌آک)، سازمانی از کهنه‌سربازان وافن-اس‌اس، بود و مقالات متعددی برای ویکینگ روف، مجله آن نوشت. سال ۱۹۵۳ نخستین کتاب خود با خود با عنوان وافن-اس‌اس در عمل را منتشر کرد. سال ۱۹۶۶ آن را با عنوان سربازانی همانند دیگران گسترش داد.
اوبرست‌گروپن‌فورر پاول هاوسر در نهایت روز ۲۱ دسامبر سال ۱۹۷۲ در ۹۲ سالگی در شهر لودویگسبورگ درگذشت. هزاران تن از سربازان پیشین او در مراسم خاکسپاری شرکت کردند.